# Bahía de Samaná
Bahía de Samaná är en vik i Dominikanska republiken. Den ligger i den östra delen av landet, 90 km nordost om huvudstaden Santo Domingo.